# Каїр – Суец
Каїр – Суец – трубопровід, споруджений на ранньому етапі розвитку єгипетської газотранспортної системи.
В 1979-му році до зведеного на південно-західній околиці Каїру газопереробного заводу Дашур подали ресурс із родовищ Західної пустелі (газопровід Абу-Ель-Гарадік – Дашур). Більшу частину товарного газу планували використати неподалік, для живлення індустріальної зони Хелван та газифікації ряду житлових районів. Втім, певні обсяги ресурсу мали транспортуватись далі на схід до району Суецу для забезпечення заводу азотної хімії. До того воно кілька десятиліть діяло на газах нафтопереробки місцевого НПЗ, проте використання метану дозволяло суттєво модернізувати підприємство. Будівництво газопроводу Каїр – Суец завдовжки 165 км з діаметром 250 мм припало на другу половину 1970-х.
У першій половині 1980-х лінію Каїр – Суец задіяли у тимчасовій схемі подачі ресурсу, призначеного для домогосподарств в районах Мааді, Наср-Сіті та Геліополіс. Це було викликане затримкою зі спорудженням центральної ділянки головної лінії Cairo gas distribution project, проте кінцева ділянка змогла майже вчасно отримати живлення через перемичку з Каїр – Суец. 
Поставки у східному напрямку тривали недовго. Вже у 1983-му став до ладу трубопровід Рас-Шукейр – Суец, який забезпечив подачу попутного газу з родовищ Суецької затоки. Частина цього ресурсу призначалась для споживачів столичного регіону, для чого мали реверсувати газопровід Каїр – Суец, а також, за необхідності, задіяти продуктопровід Суец – Каїр діаметром 250 мм, яким перекачували світлі нафтопродукти.
Станом на другу половину 2010-х років у складі єгипетської газотранспортної системи рахувався трубопровід Суец – Каїр діаметром 250 мм, проте його довжина визначалась як 150 км, а кінцевий пункт знаходився на Каїрському газопровідному кільці (частиною якого став згаданий вище Cairo gas distribution project).
Також можливо відзначити, що в подальшому до Суецу почали подавати великі обсяги блакитного палива з офшорних родовищ Середземного моря через газотранспортний коридор Ель-Тіна – Суец.